# Natalia Permiakova
Natalia Lvovna Permiakova –en bielorruso, Наталья Львовна Пермякова– (Apatity, 22 de mayo de 1970) es una deportista bielorrusa que compitió en biatlón.
Ganó dos medallas en el Campeonato Mundial de Biatlón, oro en 1994 y plata en 1993, y tres medallas en el Campeonato Europeo de Biatlón entre los años 1996 y 1998.

## Palmarés internacional
| Campeonato Mundial | Campeonato Mundial   | Campeonato Mundial | Campeonato Mundial |
| Año                | Lugar                | Medalla            | Prueba             |
| ------------------ | -------------------- | ------------------ | ------------------ |
| 1993               | Borovets (Bulgaria)  | Medalla de plata   | Equipo             |
| 1994               | Canmore (Canadá)     | Medalla de oro     | Equipo             |
| Campeonato Europeo |                      |                    |                    |
| Año                | Lugar                | Medalla            | Prueba             |
| 1996               | Val Ridanna (Italia) | Medalla de bronce  | Relevo             |
| 1998               | Minsk (Bielorrusia)  | Medalla de plata   | Velocidad          |
| 1998               | Minsk (Bielorrusia)  | Medalla de plata   | Individual         |